# Joey DeMaio
Joey DeMaio (* 6. března 1954) je baskytarista a lídr skupiny Manowar, kterou spoluzaložil v roce 1980.

## Hudební kariéra
Narodil se ve městě Auburn ve státě New York italsko-americkým rodičům částečně američtí indiáni. Jako malý hrál na baskytaru v několika školních kapelách. Byl také členem kapely LOOKS, v níž hrál na baskytaru a ve které byl také členem jeho dlouholetý přítel a nynější zpěvák Manowar Eric Adams. Obdivoval Black Sabbath a dostal se s nimi do kontaktu na jejich turné Heaven and Hell, kde dělal pyrotechnika. V roce 1980 stál on a Ross the Boss u založení skupiny Manowar, spolu s Ericem Adamsem je jediným členem skupiny, který vydržel až dodnes. Hraje na baskytaru a na klávesy, ale také skládá většinu písní. 
DeMaio si na své konto připsal při rychlosti 240 úderů na osmistrunnou basu za minutu nejrychlejší hru v celé historii big beatu.[zdroj?] Čtyři struny mu málokdy stačí, a tak hraje na své oblíbené nástroje jako kdyby šlo o rytmickou kytaru.
Kromě kapel jako Black Sabbath počítá mezi své hudební vzory Richarda Wagnera.
Při rozhovoru v roce 1987 o vydání albu Fighting the World DeMaio odpovídal moderátorovi proč, tak dlouho od alba Sign of The Hammer nevydali žádné album. DeMaio odpověděl: “Měli jsme těžké časy najít správnou nahrávací společnost. Lidé se nás zkouší dostat na dno v tomhle byznyse a mnoho fanoušků to ví, mnoho fanoušků to neví. Lidé se nás zkouší vykopnout, ale nedokázali to. Manažeři, agenti, nahrávací společnosti ale nic nás nemohlo zastavit, protože pokaždé ty věci vypadali špatně. Šli jsme a našli jsme hromadu fanouškovských pošt, které rostly každý den. Naši fanoušci jsou tam venku, podporovali nás a jsme zpátky. Jsme silnější než kdy jindy. Manowar nic nezastaví. Nic a nikdo.“

## Vybavení
Používá upravené baskytary Rickenbacker s úzkým krkem, tremolem a dvěma, třemi nebo čtyřmi humbuckery. Hraje na takzvanou piccolo basu, která mu umožňuje používat vyšší tóny během sólování při zachování známé délky stupnice a rozestupu strun. Hraje na čtyřstrunnou a osmistrunnou baskytaru.

## Osobní život
Od roku 1998 je DeMaio členem řádu maltézských rytířů. V roce 2005, poté co založil nahrávací společnost Magic Circle Music, se stal manažerem italské powermetalové skupiny Rhapsody of Fire. Je také producentem skupiny HolyHell, ve které hraje na bicí bývalý člen Manowaru Kenny Earl "Rhino" Edwards. DeMaio je fanouškem motocyklů Harley-Davidson a trenérem mnohých bojových umění.

## Kritika
Od začátku 80. let DeMaio založil jednu z nejúspěšnějších metalových kapel na světě, která tento styl hudby formovala hudebně i stylově. Možná právě proto je DeMaio považován za jednu z nejkontroverznějších osobností metalového žánru.[zdroj?]
Mnoho kritiků[kdo?] popisuje veřejné vystoupení skupiny Manowar, a především DeMaia na koncertech a v rozhovorech jako arogantní a přílišnou sebedůvěrou. Skupina se velmi brzy považovala za špičku metalového hnutí a prohlásilo se za jediného a nejpřesvědčivějšího zástupce heavy metal. Například termín true metal, který zavedl Manowar kolem roku 1984 a dnes popisuje určitý pohyb v metalu, který jej spatřuje v tradici klasické hudby.
Nárok na zvláštní roli vyvrcholil v roce 1988 albem Kings of Metal. Tento titul podle Manowar udělili kapele samotní fanoušci, ale zároveň byl a je někdy ostatními[kým?] odmítán jako neoprávněný.

## Citáty
“Na jednu stranu jsou naše texty míněny vážně, pokud jde o to, co říkají, protože pro nás heavy metal znamená životní postoj a to chceme našim fanouškům sdělit. Na druhou stranu je jejich implementace - jako například v Hail and Kill  - velmi metaforická, takže je nelze brát doslova a rozhodně je chápat s přivřenými oči. Jednoduše proto, že pro nás je tento typ hudby nevyhnutelně spojen s určitými klišé.“ – Joey DeMaio